# Jean Leca (militaire)
 (avril 2020).
Si vous disposez d'ouvrages ou d'articles de référence ou si vous connaissez des sites web de qualité traitant du thème abordé ici, merci de compléter l'article en donnant les références utiles à sa vérifiabilité et en les liant à la section « Notes et références ».
Cet article concerne l'ancien combattant et résistant français. Pour le politologue français, voir Jean Leca.
Pour les articles homonymes, voir Leca.
Jean Leca (23 mai 1925 à Vitré - 9 octobre 2013 à Saint-Estève) est un ancien combattant et résistant français.

## Carrière militaire
Jean Leca né le 23 mai 1925 à Vitré, en Ille-et-Vilaine, d'une famille corse qui lui inculque le sens de l'honneur et l'amour de sa patrie. Il est le fils d'un important capitaine de l'armée française, Jean-Pierre Leca, qui a combattu à Verdun, dans le Levant puis dans le Rif, et a été promu officier de la Légion d'honneur.
C'est en 1940 que Jean Leca décide de s'enfuir d'une France tombée aux mains des allemands, pour une tout autre contrée, l'Afrique du Nord. Il part donc de sa ville, Toulon, puis s'engage à passer par l'Espagne. Il est arrêté par les allemands près de la frontière andorrane et est emprisonné non loin de là, à Toulouse. Peu de temps plus tard, il s'échappe de sa prison, et c'est là que commence réellement sa vie de résistant français. Dès son évasion, Jean Leca s'engage dans le maquis urbain et en 1944, à 19 ans seulement, il est promu numéro 1 des Engagés Volontaires Métropolitains au 4e régiment des travailleurs sénégalais. C'est aussi durant cette année qu'il participe au débarquement de Provence puis est nommé sergent, titre sous lequel il est blessé durant la campagne d'Alsace. Un an plus tard, il est volontaire pour adhérer au marines américains en Californie, et la même année, après avoir servi comme résistant pendant 5 ans, il part pour l'Indochine. Il y effectue un premier séjour long de deux ans, de 1945 à 1947, ce qui ne l'empêche pas d'y retourner trois ans plus tard, de 1950 à 1952. Il reçoit en Indochine, durant son second périple, une seconde blessure, mais aussi son titre d'adjudant, à seulement 27 ans.
Ensuite, il s'en va pour l'Algérie faire la guerre contre le Front de Libération Nationale (FLN), à la tête de la harka du 3e bataillon du 2e régiment d’infanterie coloniale, puis est promu, en 1959 à 34 ans seulement, sous-lieutenant.
Il continue une carrière militaire relativement calme pendant une quinzaine d'années, puis prend sa retraite en 1975, tout en ayant un rôle actif dans la réserve, et enfin, il rejoint la FNCV, dont il devient un membre éminent. Il est promu lieutenant-colonel.
Jean Leca s'éteint le 9 octobre 2013 à 88 ans, avec la dignité de grand officier de la Légion d'honneur. Durant sa vie, Jean Leca est deux fois blessé, et obtient treize titres de guerre, dont un à l'ordre de l'Armée, et quatre à l'ordre du corps d'Armée.

## Grades
Jean Leca reçoit durant sa vie cinq promotions, lui permettant d'acquérir un certain prestige et une reconnaissance importante au sein de l'armée française. Les grades qui lui sont attribués sont : le grade de sergent en 1945,  d'adjudant en 1952,  ensuite, il a l'honneur d'être promu chef de bataillon en Algérie, au début de la guerre du même nom, et peu après il est gradé sous-lieutenant, en 1959. Enfin, plus de vingt ans plus tard, il reçoit sa dernière promotion en devenant lieutenant-colonel à 57 ans, en 1982.

## Distinctions
Jean Leca est aussi récompensé d'un nombre important de distinctions pour les faits de guerre et les actes de bravoure réalisés durant sa carrière militaire. Les distinctions les plus marquantes qu'il reçoit sont les titres de la Légion d'honneur qui lui sont décernés au cours de sa vie. Il obtient le titre d'officier de la Légion d'honneur très jeune, puis plus tard le titre de commandeur de la Légion d'honneur, à 64 ans (en 1989), et le titre de grand-officier de la Légion d'honneur parmi environ 300 autres gradés à ses 86 ans (en 2011). Il est à rajouter à celles-ci les distinctions diverses qu'il lui sont décernées au cours de sa vie pour certains actes héroïques, telles que la médaille militaire, les croix de la Valeur Militaire, du Combattant Volontaire, de la guerre 1939-1945 et de la guerre des TOE. Il est aussi nommé officier de l'ordre national du Mérite.